# Carrapicho (banda)
Carrapicho é uma banda brasileira, criada no início da década de 1980, em Manaus.
Obteve sucesso no Brasil e no mundo com a canção "Tic, Tic Tac". O grupo vendeu mais de 15 milhões de discos, especialmente na França.
Ao todo, a banda lançou 18 álbuns, sendo o último denominado Ritmo Quente, lançado em 2004. Dez anos depois, o grupo lançou um DVD com o mesmo nome.

## História
A Banda Carrapicho foi criada pelo músico Roberto Bezerra de Oliveira "Bopp" em 1978. Os primeiros músicos que participaram no inicio foram a cantora Lauriana, o percussionista Asclé.
Mais tarde, o grupo foi registrado no Cartório de Registros Especiais em 7 de junho de 1980, pelos músicos Roberto Bezerra de Oliveira "Bopp" (violão);  Zezinho Nunes Correa (cantor); Fernando Hugo Giffoni (percussionista); (conforme documento registrado no Cartório) em Manaus. No início, trabalhavam com MPB e mais tarde, começaram a trabalhar com o estilo forró tradicional, assim sendo conhecido em toda região norte com a gravação de um compacto duplo e quatro LP's e a participação numa coletânea de um LP com vários artistas amazonenses. No final da década de 1980 as toadas de boi bumbá eram frequentes em seus trabalhos, mas não deixando o forró de lado. O grupo trabalhando apenas regionalmente durante dezesseis anos. Mas, em 1996, um produtor francês, Patrick Bruel, ouviu a toada Tic, Tic Tac na versão do grupo e decidiu lançá-la na França, tornando-se um dos maiores sucessos na Europa e no Brasil, pois a música ficou na posição 34 das 100 músicas mais tocadas do ano de 1996 no país. Ocorreram outras versões da música como na Rússia, com a versão do cantor pop Murat Nasyrov (en), que leva o tíulo de "Malchik hochet v Tambov", com um clipe exótico, onde contêm os personagens Tio Chico e Mortícia da Família Addams.
No Brasil, o primeiro programa de televisão transmitido em rede nacional em que participaram foi o programa Domingo Legal, do SBT, ainda apresentado por Augusto Liberato (Gugu), que os descobriu durante suas férias no verão europeu na França e os convidou para participarem de seu programa no ano de 1996. O grupo revelou-se com bom desempenho de público com suas canções no ritmo de toada de Boi Bumbá, recebendo boas críticas pelo público.
Entre 2002 e 2007, a banda dá uma pausa.
Em 2020, o grupo Carrapicho, composto por 12 pessoas, comemorou 40 anos de carreira. Ainda em 2020, devido à pandemia de Covid-19, a banda dá uma nova pausa.
Zezinho Corrêa morreu em 6 de fevereiro de 2021, em decorrência de complicações da Covid-19, num hospital particular de Manaus.
Agora, em 2025, a Banda Carrapicho está oficialmente de volta, em uma nova fase que preserva suas raízes e projeta novos horizontes. O cantor Adriano Pantoja assume os vocais com a missão de levar adiante o legado de Zezinho Corrêa, mantendo viva a essência da banda que marcou gerações. Com nova formação e um show repaginado, a Carrapicho segue celebrando a cultura amazônica, levando sua musicalidade única para o Brasil e o mundo.
Nesta nova etapa, a banda conta com a gestão artística e empresarial de Tonny Farias, que lidera o retorno estratégico do grupo aos palcos com uma proposta moderna e respeitosa à sua história. A produção musical é assinada por Domlean, que imprime uma nova sonoridade à banda, unindo qualidade técnica, inovação e fidelidade às raízes culturais da Amazônia.

## Integrantes
- Adriano Pantoja - Voz Principal.
- Marcelo Sá - Percussão
- Tila Jhones - Violão e Guitarra.
- Domlean - Charango
- Trícia - Contrabaixo
- Bombom - Sanfona.
- Mario Jorge - Teclado
- Caio - Bateria
- Jonaci - Saxofone
- Daniel - Trompete
- Luciano Dias - Trombone
- Taiana, Fabiana, Wilker e Sandro - Dançarinos

## Discografia
- 1981 - Grupo Carrapicho - Gravasom / Continental/ Chantecler Compacto Duplo
- 1983 - Grupo Carrapicho (1) Gravasom/Continental/Chantecler
- 1985 - Grupo Carrapicho (2) - Gravasom / Continental/ Chantecler
- 1987 - Forró Gingado - Gravasom / Continental/ Chantecler
- 1988 - Êita! Chegou a Hora - Gravasom / Continental/ Chantecler
- 1989 - Com Jeitinho Doce - Gravasom / Continental/ Chantecler
- 1992 - Sacolejo - Gravasom / Continental/ Chantecler
- 1993 - 13 anos de Sucesso - Gravasom / Continental/ Chantecler
- 1993 - Baticundum - Independente
- 1995 - Bumbalanço - Independente
- 1996 - Grandes Sucessos - Independente
- 1996 - Festa do Boi Bumbá - BMG Music Brasil
- 1997 - Rebola - BMG Music Brasil
- 1998 - Quero Amor - BMG Music Brasil
- 2000 - Trem de Marrakesh - Polydor / Universal Music
- 2001 - Gente da Floresta - Polydor - Mercury / Universal Music
- 2002 - Carrapicho no Forró - Polydor - Mercury / Universal Music
- 2004 - Ritmo Quente - Som Brasil / Som Livre
- 2014 - DVD Rítmo Quente - WDISK
- 2025 - Carrapicho Voltou